# Che gelida manina
"Che gelida manina" (en español, "Qué manita helada") es un aria para tenor del primer acto de la ópera de Giacomo Puccini,  La bohème. Rodolfo le canta el aria a Mimì cuando se conocen por primera vez. En el aria le habla de su vida como poeta y acaba pidiéndole que le cuente más sobre su vida. Es una de las arias más grabadas por tenores.

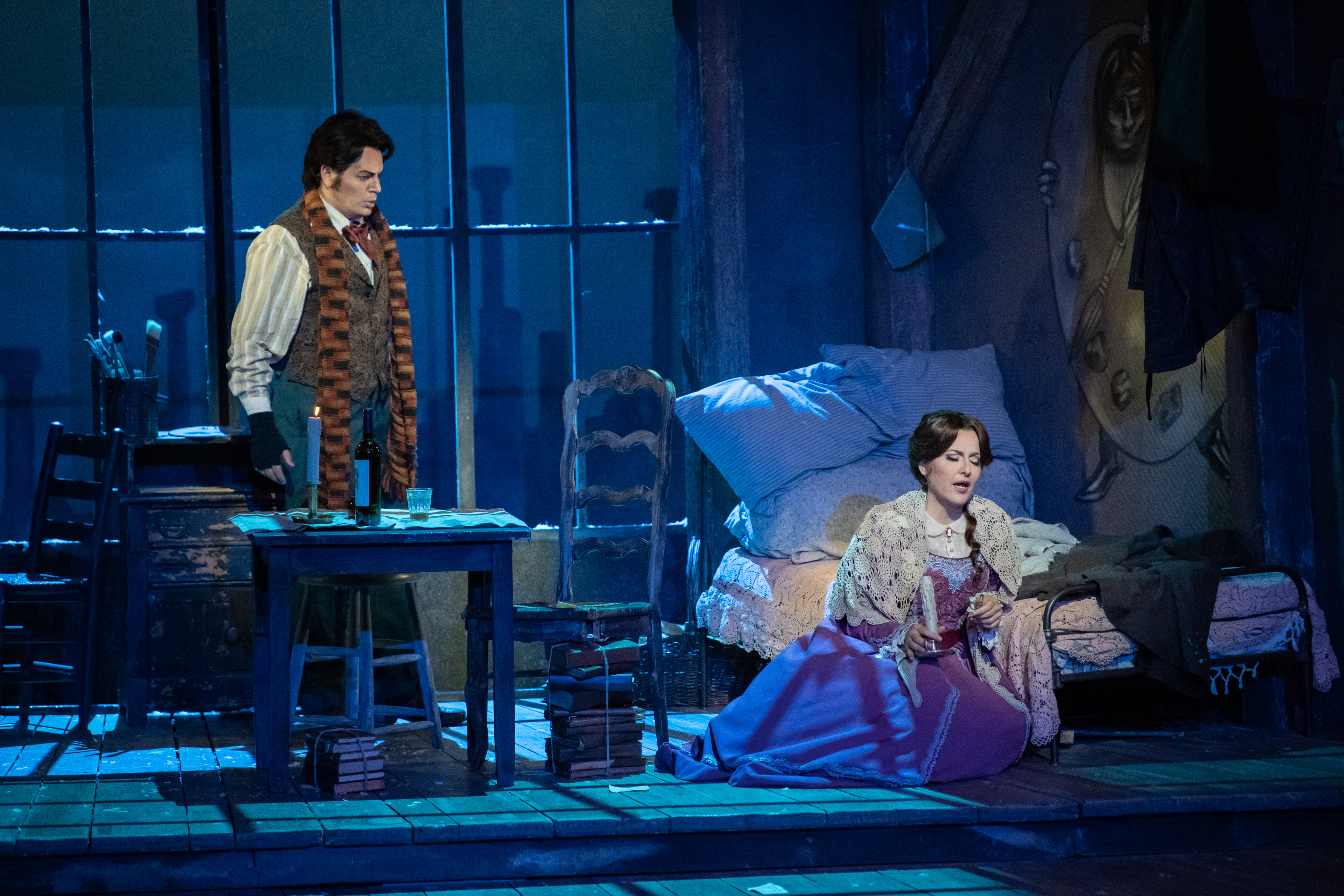
Representación de La bohème, escena de Rodolfo encontrándose con Mimì antes del aria

## Contexto dramático
La escena tiene lugar en Nochebuena en el Barrio Latino de París. Rodolfo, un poeta que sobrevive, está en su habitación cuando oye que alguien llama a la puerta. Abre la puerta y ve a Mimì, una vecina que ha venido a su habitación porque su vela se ha apagado y necesita luz para ir a su habitación. Mientras está en su habitación, ella se siente débil y él la ayuda a sentarse, y por accidente deja caer la llave de su habitación. Luego, con la vela encendida, Mimì comienza a irse, pero descubre que le falta la llave. Las dos velas se apagan y los dos buscan juntos la llave de su habitación en la oscuridad. Rodolfo encuentra su llave pero la esconde. Rodolfo luego le toca la mano en la oscuridad y siente la frialdad de su mano, y comienza a cantar el aria.
La canción comienza de manera recitativa con "Che gelida manina, se la lasci riscaldar" ("Qué manita helada, si me dejas calentar"), que rápidamente se convierte en un aria. En la canción, Rodolfo le dice a Mimì que es un poeta: "Chi son? Sono un poeta "("¿Quién soy yo? Soy un poeta"); habla de su vida como poeta que vive en la pobreza sin preocupaciones, y de sus esperanzas y sueños. Luego admite que ella le ha robado el corazón y termina preguntándole sobre su vida.
En respuesta, Mimì canta su aria "Sì, mi chiamano Mimì" ("Sí, me llaman Mimì"), y la escena concluye en un dúo "O soave fanciulla" donde se dan cuenta de que se han enamorado el uno del otro.

## Composición

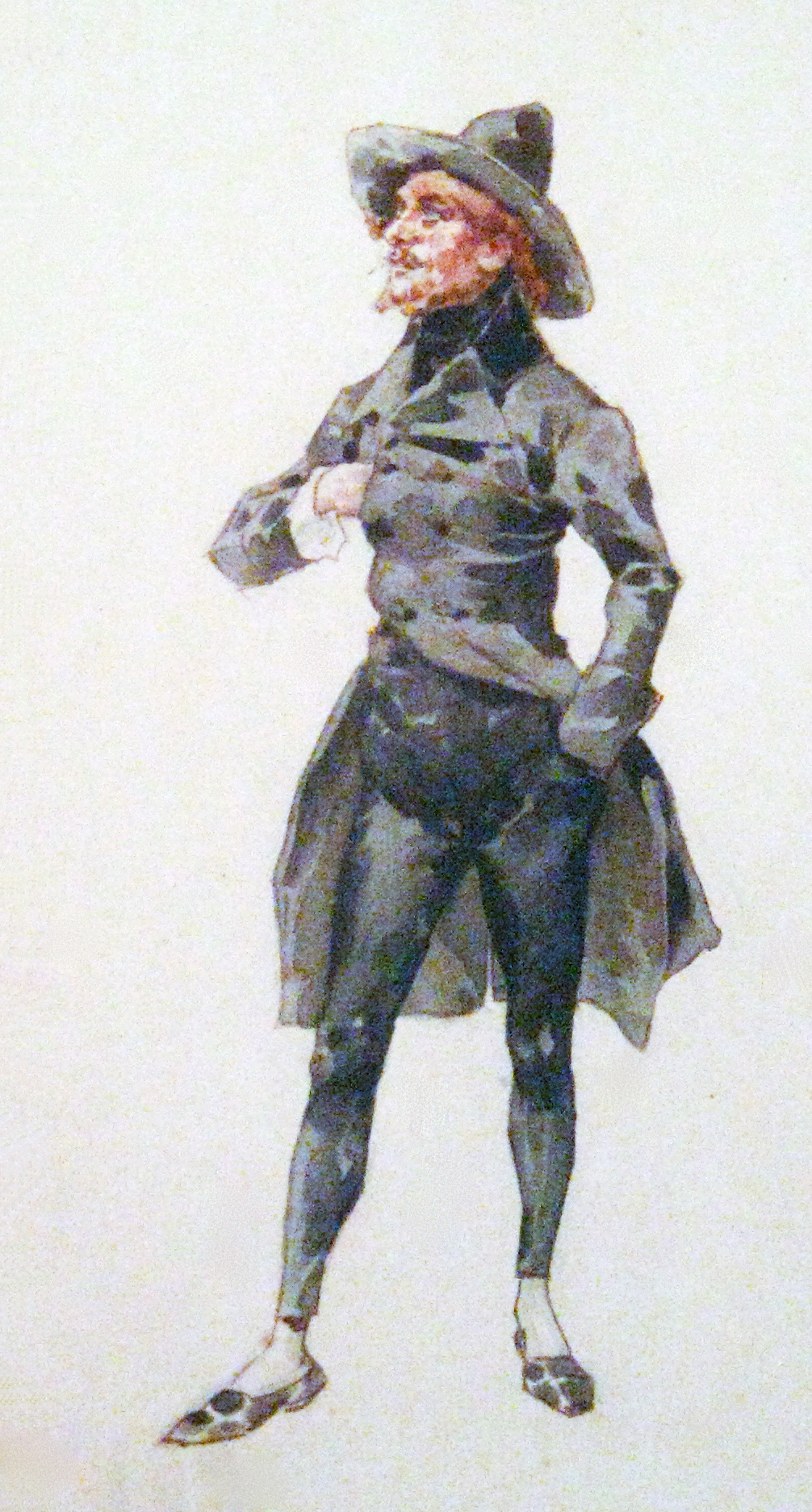
Traje de Rodolfo para el estreno en el Teatro Regio de Turín en 1896

El aria fue compuesta por Puccini con libreto de Luigi Illica y Giuseppe Giacosa. Contiene una característica original que Puccini introdujo: tiene tres párrafos musicales distintos que carecen de equilibrio tonal pero que, no obstante, son coherentes en su conjunto. La parte inicial es tierna, la segunda parte (comenzando con "Chi son? Sono un poeta ") tiene un tono claramente diferente, más atrevido y contiene un motivo de Rodolfo. La tercera parte comienza con "Talor dal mio forziere", que es el comienzo del motivo de amor utilizado en la ópera.
En la partitura autógrafa de la ópera, la sección inicial del aria y el pasaje anterior se escribieron originalmente en do mayor lugar del re bemol mayor que se usa. Sin embargo, la canción puede ser transpuesta medio paso hacia abajo por aquellos que encuentran difícil cantar el do alto culminante.

## Actuaciones y grabaciones
La bohème es una de las óperas más populares, y Che gelida manina, siendo el aria para tenor más conocida de la ópera, es, por tanto, una de las arias más grabadas por tenores. Entre 1900 y 1980, casi 500 tenores grabaron este aria en al menos siete idiomas diferentes. La ópera se estrenó en Turín en 1896 con el papel de Rodolfo interpretado por Evan Gorga, aunque Gorga tuvo dificultades con la alta tesitura y la música tuvo que ser transpuesta para él.
Las grabaciones del aria comenzaron unos años después del estreno. Una de las primeras grabaciones fue realizada por Enrico Caruso en 1906. Se dice que Caruso había cantado el aria en 1897 para Puccini, quien dijo: "¿Quién te envió a mí?...¿Dios?". Beniamino Gigli interpretó el aria en la película Ave Maria del año 1936. El aria fue una de las que registró Mario Lanza en sus primeras grabaciones en 1949; su grabación de "Che gelida manina" ganó el premio a la grabación de ópera del año otorgado por la Asociación Nacional de Críticos de Grabación, y luego fue incluida en las grabaciones históricas del Salón de la Fama de la RCA Records. La primera grabación conocida de Luciano Pavarotti es de este aria grabada en 1961 durante su debut profesional en el Teatro Municipale de Reggio Emilia y luego grabó el aria en 1963 en Londres. Pavarotti había hecho muchas grabaciones notables de la canción en sus interpretaciones de La bohème, incluida la actuación en La Scala en 1979 y una grabación de 1973 dirigida por Herbert von Karajan.

## Letra
Che gelida manina,

se la lasci riscaldar.

Cercar che giova?

Al buio non si trova.

Ma per fortuna

é una notte di luna,

e qui la luna

l'abbiamo vicina.

Aspetti, signorina,

le dirò con due parole

chi son, chi son, e che faccio,

come vivo. Vuole?

Chi son? Chi son? Sono un poeta.

Che cosa faccio? Scrivo.

E come vivo? Vivo.

In povertà mia lieta

scialo da gran signore

rime ed inni d'amore.

Per sogni e per chimere

e per castelli in aria,

l'anima ho milionaria.

Talor dal mio forziere

ruban tutti i gioelli

due ladri, gli occhi belli.

V'entrar con voi pur ora,

ed i miei sogni usati

e i bei sogni miei,

tosto si dileguar!

Ma il furto non m'accora,

poiché, poiché v'ha preso stanza

la dolce speranza!

Or che mi conoscete,

parlate voi, deh!

Parlate. Chi siete?

Vi piaccia dir!
Qué manita helada

si me dejas calentar.

Buscando ¿de qué sirve?

En la oscuridad no se encuentra.

Afortunadamente

es una noche de luna

y aquí la luna

la tenemos cerca.

Espera, señorita,

Te lo diré en dos palabras

quién soy, quién soy y qué hago,

cómo vivo. ¿Quieres?

¿Quién soy? ¿Quién soy? Soy un poeta

¿Qué hago? Escribo.

¿Y cómo vivo? Vivo.

En mi feliz pobreza

como un gran señor,

rimas e himnos de amor.

Por sueños y por quimeras

y por castillos en el aire,

Tengo el alma millonaria.

A veces de mi cofre

todas las joyas roban

dos ladrones, hermosos ojos.

Para entrar contigo ahora

y mis sueños usados,

y mis hermosos sueños,

¡pronto desaparecerán!

Pero el robo no me hace daño

porque, ya que te ha ocupado

¡dulce esperanza!

Ahora que me conoces

¡Habla, tú!

Habla. ¿Quién eres tú?

Por favor, dímelo.